# Франц Мантлер
Франц (Франьо) Мантлер (нім. Franz Mantler, нар. ?, Відень  — пом. ?) — австрійський і югославський футболіст, що грав на позиції нападника, а пізніше — захисника. Відомий виступами за клуб «Граджянскі» (Загреб). Триразовий чемпіон Югославії.

## Життєпис
Є вихованцем футбольного клубу «Рапід», де вважався одним з найталановитіших юніорів. Під час війни потрапив у російський полон, повернувшись з якого у 1919 році, виступав у клубі «Германія».
На початку 20-х років перебрався до Югославії, де перший час виступав у клубі «Хайдук» (Спліт), у якому був граючим тренером. Загалом зіграв за команду 17 матчів і забив 14 м'ячів. Один матч зіграв у чемпіонаті Спліта 1921–22, тому може вважатись переможцем турніру. У першому турі змагань «Хайдук» переграв з рахунком 3:1 «Борац», а Мантлер забив один з голів.
З 1922 року виступав у команді «Граджянскі» (Загреб). Дебютував у офіційному матчі 10 травня 1922 року у грі чемпіонату Зареба проти «Вікторії». Франц, якого у Югославії називали більш звичним Франьо, забив три голи, а його команда перемогла з рахунком 12:0. Загалом у тому турнірі Мантлер у шести матчах забив 18 голів.
Виступав у складі команди до 1930 року. Перший час грав у нападі, багато забивав. У 1925—1926 роках перейшов у захист. Був одним з провідних гравців клубу, виступаючи в різний час з такими футболістами як: Драгутин Врджюка, Ярослав Шифер, Еміл Першка, Рудольф Рупець, Густав Ремець, Максиміліан Михелчич, Франьо Гілер, Рудольф Хітрець, Драгутин Врагович, Степан Пасінек, Драгутин Бабич, Нікола Бабич, Славин Циндрич. Багаторазовий чемпіон Загреба і володар кубка Загреба.
В 1923 році став переможцем першого розіграшу чемпіонату Югославії. До фінального турніру «Граджянські» потрапив як переможець чемпіонату Загреба. В 1/4 фіналу клуб здолав «Ілірію» (2:1), півфінал пройшов без гри. В фінальному матчі «Граджянські» переміг САШК із Сараєво — 1:1 і 4:2, а Мантлер забив два голи в переграванні.
Виступав у складі збірної Загреба. Зокрема, у 1924 році у складі збірної міста став переможцем кубка короля Олександра, турніру для збірних найбільших міст Югославії. Загребська команда могла вилетіти уже в першому раунді, адже поступилась збірній Осієку. Проте, результат матчу був анульований через участь дискваліфікованого гравця. В 1/2 фіналу і фіналі збірна Загреба перемогла з однаковим рахунком 3:2 команди Любляни і Спліта, а Франьо у обох матчах забивав голи.
Ще один титул чемпіона Югославія здобув з командою «Граджянскі» у 1926 році. В 1/4 і 1/2 фіналу його клуб розгромив «Ілірію» (Любляна) і «Славію» (Осієк) з рахунками 7:1 і 7:0 відповідно. У фіналі команда зустрілась з переможцем двох попередніх чемпіонатів — клубом «Югославія» — і здобула перемогу з рахунком 2:1.
Третій чемпіонський титул Мантлер виграв у 1928 році. Команда здобула чотири перемоги і одного разу програла в ліговому турнірі в одне коло для шести учасників. Франьо зіграв в усіх п'яти матчах змагань на позиції захисника.
По завершенні сезону чемпіон переміг 5:1 «Югославію» у відбірковому матчі за право зіграти у зіграти міжнародному турнірі для провідних клубів Центральної Європи — Кубку Мітропи. В 1/4 фіналу змагань «Граджянські» переміг у першому матчі чемпіона Чехословачинни клуб «Вікторію» — 3:2. Проте, у матчі відповіді упевнену перемогу святкували суперники — 1:6.
Загалом у складі «Граджянскі» зіграв у 1920—1930 роках в офіційних іграх 112 матчів і забив 78 м'ячів. Серед них 18 матчів і 4 голи у фінальному турнірі чемпіонату Югославії, 73 матчі і 63 голи у чемпіонаті Загреба і кваліфікації до національної першості, 18 матчів і 11 голів у кубку Загреба, 2 матчі у кубку Мітропи, 1 матч у кваліфікації до кубку Мітропи.
Після завершення кар'єри гравця перебрався тренувати до Болгарії.

## Трофеї і досягнення
- Чемпіон Югославії: 1923, 1926, 1928
- Срібний призер чемпіонату Югославії: 1925
- Чемпіон футбольної асоціації Загреба: 1922-23, 1923-24, 1924-25, 1925-26, 1927-28
- Чемпіон Спліта: 1921-22
- Володар кубка Загреба: 1923, 1927, 1928
- Володар кубка короля Олександра: 1924